# Grete von Urbanitzky
Grete von Urbanitzky (Linz, 1891. július 9. – Genf, 1974. november 4.) regényíró, újságíró és műfordító volt, aki a Felső-Ausztriai Érsekségből származott. A „szórakoztató regények” termékeny írójaként volt ismert, és emiatt az irodalomtudósok néha figyelmen kívül hagyták azokban az országokban, ahol a „komolyságot” nagyra értékelik. Könyvei mindenekelőtt a nők, és különösen a művésznők társadalmi és közéleti helyzetével foglalkoztak. Kiemelkedő témái közé tartozott a női homoszexualitás, amelyet a korabeli mainstream középosztályi szexuális erkölcs kontextusába helyezett.

## Élete

### Fiatalkora
Szülei öt lánya közül elsőként született Linzben. Szülei mindketten az Osztrák–Magyar Monarchia keleti részén nőttek fel, német nyelvű kisebbségek tagjaiként, apja Erdélyben, anyja pedig a Ciszalpin-Bánátban. Az első világháború alatt készült önéletrajzi vázlatok sorozatában többször is hangsúlyozta ősei „németségét”: csak az 1960-as években kezdett el két francia nagyanyja genealógiájából tőkét kovácsolni, úgy tűnik, hogy el akart határolódni a német nacionalista pozíciókhoz való korábbi kötődésének egyes aspektusaitól. Különösen közel állt apjához, ami irodalmi szempontból a patriarchális tekintély pozitív bemutatásában tükröződik regényeiben, de ki volt téve a német nacionalista nézeteknek is, amelyek ebben az időben hozzájárultak a politikai és társadalmi kohézió romboló felbomlásához a hagyományosan többnemzetiségű osztrák-magyar monarchiában.
A linzi Körnerschule líceum (leánygimnázium) úttörő iskolájába, majd a zürichi gimnáziumba járt, és így a huszadik század első évtizedében a lányok számára általában rendelkezésre álló lehetőségekhez képest kivételesen szilárd tudományos alapokat kapott. Zürichben maradt, hogy részt vegyen az egyetemi előadásokon, különösen élvezte a lehetőséget, hogy természettudományokat és filozófiát tanulhatott. Első irodalmi sikerei után azonban megszakította tanulmányait, és 1909-ben Bécsbe költözött.

### Házasság és párkapcsolat
Ebben az időszakban Grete von Urbanitzky kétszer ment férjhez, először Ludwig Woluszukhoz, majd Peter Johann Franz Passinihez. Mindkét házasság rövid volt, és válással végződött, az első Grete apjának nyomására, aki elborzadt a lánya és férje által felhalmozott adósságoktól. Mindkét házasságnál tartósabb jelentőségű volt az a nem hivatalos irodalmi társulás, amelyet Maria „Mia” Passinivel, második férje húgával kötött. A munkaszerződést hamarosan mély és tartós barátság egészítette ki. A nők később, 1934-ben együtt alapítottak otthont, és egészen 1945-ig együtt maradtak, amikor Mia Passini hozzáment egy angol férfihoz.

### Háború előtti kiadványok
Urbanitzky első publikációja 1911-ben jelent meg. A „Sehnsucht” (szabad fordításban: „Vágyakozás”) különböző ifjúkori írásokból álló összeállítás volt, amely a művész erősen romantikus felfogásával foglalkozott. Ez volt az a téma, amely egész életében visszatér az írói munkásságában. Két évvel később jelent meg a „Wenn die Weiber Menschen werden ... Gedanken einer Einsamen” (szabadon: »Ha a nők emberekké válnának ... Egy magányos nő gondolatai«) már egy tartalmasabb és strukturáltabb mű volt. Ebben abból indult ki, amit Otto Weininger „nemi dichotómiájaként” definiált. A „kurva” és az „anya” előre meghatározott női archetípusához javasolt egy harmadik kategóriát: a művésznőt, aki arra ítéltetett, hogy lemondjon az anyaságról és a szerelemről egyaránt. A kommentátorok természetesen úgy értelmezik ezt, mint a szerző kísérletét arra, hogy a világról (vagy legalábbis a bécsi nagypolgárságról) szerzett igen konzervatív benyomásaival összefüggésben egy olyan tiszteletreméltó kategóriát hozzon létre, amelybe ő maga is belekívánkozhat.

### Háború
Az első világháború alatt és az azt követő években számos írást publikált napilapokban és hetilapokban, általában a politikai spektrum nacionalista oldaláról, például a „Neue Grazer Tagblatt”, „Alpenland”, „Die Saat”, „Die Deutsche Nation”, „Großdeutschland” és „Vierburgenland” című lapokba. Hozzászólásaiban populista-nacionalista és rasszista témákat dolgozott fel. Saját irodalmi munkásságát „a német népi kultúráért (Volkstum) és az emberi fajért végzett munkaként” határozta meg, azt állítva, hogy a német és osztrák nép és kulturális értékeik romboló eróziója „természetes szükségszerűség”, hogy elhárítsa Ausztria Németországhoz való csatolását. A konzervatív sajtónak írt nacionalista írásai mellett komoly gazdasági és pénzügyi témájú cikkeket is írt, és 1917-ben a gazdasági folyóiratok rendszeres szerzője lett. Verseket, dalszövegeket és (később nagyrészt elfeledett) operettlibrettókat írt, és legalábbis egy forrás szerint kabaréval is foglalkozott.
Ebben az időszakban Urbanitzky kulturális-politikai szerepvállalása révén emellett szorosan kötődött a populista-nacionalista gondolkodásmódhoz. Felolvasásokat szervezett a Deutscher Schulverein nevű szervezetben, amely a német nyelv védelmét tűzte ki célul az Osztrák-Magyar Monarchia számos régiójában, ahol a német nyelvnek mint a kormányzati szervek nyelvének és tágabb értelemben véve a német nyelvnek a státusát egyre nagyobb támadás érte az alternatív nacionalizmusok és a hozzájuk kapcsolódó újjáéledő nyelvek palettája részéről. Jelentős írással járult hozzá Arthur Trebitsch 1920-as antológiájához, a „Deutscher Geist aus Österreich”-hoz (szabad fordításban: „Német szellem Ausztriából”), amelyet a nemzet költőihez intézett felhívásként jellemzett. 1920-ban jelent meg „Das andere Blut” című regénye. Az 1921-es és 1922-es „Die Auswanderer” („Az emigránsok”) és „Die goldene Peitsche” („Az arany ostor”) című regényeivel együtt ez volt a leghevesebben populista korszaka. A kommentátorok szerint a könyvek nyíltan rasszisták és antiszemiták, erőteljesen és vehemensen mutatják be az akkori német-nacionalista ideológia alapvető mérgező „biológiai” alapjait.

### 1920-as évek
Urbanitzky egyike azoknak a szerzőknek, akik gondoskodnak a posta és a „Die Neue Freie Presse” (liberális irányultságú tömeglap) közötti kulturális kapcsolatok kiszolgálásáról, gúnyolta a szatirikus Karl Kraus. Ez az észrevétel tükrözi azt a nagy nyilvánosságot, amelyet Urbanitzky mint író a háború utáni Ausztriában élvezett, de arra is utal, hogy munkássága több volt, mint „egy újabb polemikus” összecsavarodott eszmefuttatása. Az 1920 és 1922 között megjelent három regényének címlapokra törő agresszivitása után az ilyen populista-nacionalista kirohanások valóban kevésbé nyíltan kerültek előtérbe a megjelent műveiben. 1923-ban a bécsi irodalmi élet más fiatalabb vezető személyiségeivel, köztük Arthur Schnitzler, Raoul Auernheimer és Siegfried Trebitsch írókkal, valamint Ernst Peter Tal kiadóval összefogott, hogy megalapítsák a nemrég alakult PEN International írószövetség osztrák szekcióját. Ő maga elfogadta az osztrák tagozat „főtitkári” kinevezését.
Ebben a talán liberálisabb korszakában, 1927-ben jelent meg „Der wilde Garten” című regénye. A könyv középpontjában a leszbikus szerelem vitatott témája áll, amiről Urbanitzky ekkor már jelentős személyes tapasztalatokkal rendelkezett. A mű megalapozta későbbi hírnevét (vagy nem, a körülményektől függően), mivel olyan regényíróvá tette, aki hajlandó volt olyan „pikáns” szexuális témákkal foglalkozni, amelyekkel mások inkább nem foglalkoztak. Korábbi regényeinek populista-nacionalizmusától és antiszemitizmusától azonban nem határolódott el kifejezetten. A Mirjams Sohn (1926) című regényt gyakran filoszemitának állítják be, mivel a zsidó történelem egy témáját veszi kiindulópontjául. A könyv valójában elég árnyalt ahhoz, hogy számos, egymásnak ellentmondó értelmezést tegyen lehetővé. Egy „vezér” alakjának megjelenéséről szól a XVII. századi amszterdami gettóban, de ennek ellenére antimessianisztikus cselekményszerkezetet alkalmaz – a messiás alakjának zsidók általi meggyilkolása –, és felvillantja az antiszemita, sőt a nőgyűlölő ideológiákat is.
Az 1920-as évek szinte biztosan Grete von Urbanitzky legtermékenyebb évtizede volt. Ebben az időszakban jelent meg 32 regénye (1943-ig), gyakran gyors egymásutánban és nagy példányszámban. Az írást a bécsi „Volksoper” sajtófőnöki munkájával kombinálta, ugyanakkor saját irodalmi ügynökségét is vezette. Emellett kiadta a „Roman der Millionen” (szabad fordításban: „Regény a millióknak”) című folyóiratot, amelynek célja az volt, hogy minden hónapban egy friss regény első német nyelvű fordítása jelenjen meg. Sajnos a folyóirat mindössze négy szám megjelenése után megszűnt, valószínűleg anyagi okokból. 1925 és 1928 között a Der Tag című baloldali-liberális napilap munkatársa volt, mint szerkesztő. Az agresszívan antimarxista Neues Wiener Journalnak is dolgozott. Magánéletében egyre növekvő politikai ambivalenciát tükrözött. Rendszeres kapcsolatban állt a populista-nacionalista frakció magas rangú tagjaival, mint például Arthur Trebitsch és Robert Hohlbaum, de barátai között voltak liberális – zsidó és nem zsidó – írók is, mint Richard Specht Herwarth Walden, Nelly Sachs, Gertrud Isolani és Felix Salten.
Az 1920-as évek végéhez közeledve Ausztriát súlyosan érintette a Wall Street-i összeomlás utóhatása. A széles körű, akut gazdasági nehézségekhez való visszatérést politikai téren a mérsékletből való visszalépés kísérte. Mivel a politika mind Ausztriában, mind Németországban egyre inkább polarizálódott, Grete von Urbanitzky regényeiben sikerült fenntartania a politikai ambivalencia különös szintjét. 1931-ben és 1933-ban az „Eine Frau erlebt die Welt” („Egy nő megtapasztalja a világot”) és a „Karin und die Welt der Männer” („Karin és a férfiak világa”) egyaránt nagy kereskedelmi sikert aratott. Szöges ellentétben a tíz évvel korábbi regényeivel, egyiket sem lehet egyértelműen politikailag meghatározni. Természetesen mindkettő egyértelműen nemzetiszocialista állásfoglalásokat tartalmaz, és mindkettőt néha „vallomásos könyvnek” tekintik, de mindkettőből teljesen hiányzik az a harsány rasszizmus, amely az osztrák (és a német) nemzetiszocializmusra akkoriban jellemző volt, és a cselekmény alakulását tekintve feltűnő, hogy – különösen a másodikban – a fasiszta ideológia kompromisszumok nélkül aláássa magát.

### Nemzeti szocializmus
Bár Ausztriát csak 1938-ban integrálták Németországba, az ország már évekkel korábban kegyetlen politikai romlásokon ment keresztül, és 1933-ban megszerezte saját nemzetiszocialista posztdemokratikus egypárti diktatúráját. Ha regényei politikailag ambivalensek is voltak, amikor saját életének döntéseiről és eseményeiről volt szó, von Urbanitzky nyilvánvalóan megőrizte „nacionalista” meggyőződését. 1933-ban részt vett a Nemzetközi PEN Club dubrovniki kongresszusán, ahol a náci könyvégetések elítéléséről szóló indítványt vitatták meg. A német küldöttség tiltakozásul kivonult a vita alatt. Grete von Urbanitzky, aki az osztrák szekció képviselőjeként (és főtitkáraként) vett részt a konferencián, a német csoporttal szimpatizálva azonnal elhagyta a konferenciatermet. Amikor visszatért Bécsbe, a PEN International egyesület osztrák szekciója szétesett, és von Urbanitzky széles körű médiakritikával szembesült a Dubrovnikban képviselt álláspontja miatt. Bécsben személyes kockázatokkal is szembe kellett néznie a német nemzetiszocialisták melletti nyílt elkötelezettsége miatt. Mivel attól tartott, hogy letartóztatják, ha tovább marad Ausztriában, 1933-ban Berlinbe költözött. Berlinben újságcikkek sorát jelentette meg, és számos rádióinterjút adott, amelyekben az osztrák-zsidó és más „liberális” osztrák szerzők bojkottjára szólított fel. Úgy tűnik, ez hozzájárult ahhoz, hogy a német kormány jelentősen kibővítse azon szerzők listáját, akiknek műveit Németországban – amely hagyományosan fontos piac volt az osztrák szerzők számára – nem volt szabad kiadni.
Bár az olvasói igények miatt a „Karin und die Welt der Männer” gyakori újranyomása folytatódott, szerzője hamarosan kiesett a németországi hatóságok kegyeiből, akárcsak Ausztriában. 1934-ben barátnőjével, Mia Passinivel együtt a biztonsági szolgálat letartóztatta. Hamarosan szabadon engedték őket, de ezzel még korántsem ért véget a dolog. Nem sokkal később egyik regényéről megállapították, hogy filoszemita. Poroszországban 1935 elején elkobozták és elzárták a „Mirjams Sohn” (1926) példányait, mivel a közbiztonság és a közrend veszélyeztetésének ítélték. Később leszbikus regénye, a „Der wilde Garten” felkerült a „Káros és nemkívánatos irodalom listájára”, amelyet először 1935 vége felé állított össze a Birodalmi Információs és Propagandaminisztérium. A következő évben két további könyvének, az „Eine Frau erlebt die Welt...” (1932) és az „Ursula und der Kapitän” (1934) példányait a „Reichsarbeitsgemeinschaft Deutscher Werkbüchereien” rendelete alapján eltávolították a munkahelyi könyvtárakból. Ezek az intézkedések egy szélesebb körű, az irodalmi ágazat „megtisztítására” irányuló kormányzati lépés részét képezték.
1936. január 16-án a biztonsági szolgálatok névtelen értesítést kaptak a von Urbanitzky édesanyjának (aki csak 1931-ben halt meg) állítólagos zsidó származásáról szóló pletykákról. Ez a fejlemény az újonnan elfogadott törvények összefüggésében történt, amelyek gyakorlatilag minden állampolgárt köteleztek arra, hogy a genealógiai származásukat kellőképpen felkutassák, hogy bizonyítani tudják, hogy négy nagyszülőjük egyike sem volt zsidó, vagy pedig, hogy bizonyítsák, milyen mértékben származnak zsidó vagy roma nagyszülőktől. A zsidó származás mértéke, amelyet a pletykák von Urbanitzky nagymamájának tulajdonítottak, 1936-ban nem volt elegendő ahhoz, hogy „indexálást” eredményezzen, de mint elismert regényírónő faji háttere mégis átlagon felüli érdeklődésre tartott számot a hatóságok részéről. A források szerint az édesanyja származásával kapcsolatos faji alapú pletykák valószínűleg hozzájárultak ahhoz a döntéshez, amelyet Grete von Urbanitzky és Mia Passini az emigráció mellett hozott. Az 1936-os év folyamán együtt költöztek át Párizsba.
Eközben Németországban az 1932-es „Durch Himmel und Hölle” („Mennyen és poklon át”) című műve 1937-ben felkerült a kormány „káros és nemkívánatos irodalom listájának” frissített változatára, állítólagos pornográf tartalma miatt. 1939 januárjában von Urbanitzky-t kizárták a Nemzeti Írókamarából („Reichsschrifttumskammer”), amelynek tagsága általában szükséges volt ahhoz, hogy kiadói karriert folytathasson a hitleri Németországban. Ennek ellenére csak 1941-ben került általános tilalom alá Németországban, amikor a művét felvették a kormány újonnan kibővített „káros és nemkívánatos irodalom listájára”. A betiltás közvetlen kiváltó oka szinte biztosan az 1941-es „Miliza” című regénye volt, amelyben a német hatóságok „pacifista tendenciákat” véltek felfedezni, amikor (Svájcban) megjelent. Ekkorra már a bécsi Zsolnay Verlag 1940-ben közölte vele, hogy nem kívánja tovább kiadni a könyveit az 1938 óta Németországhoz tartozó területen.

### Párizs
Párizsban von Urbanitzky megírta és 1938-ban kiadta a legfontosabbnak tartott regényét, az „Unsere Liebe Frau von Paris”-t (szabad fordításban: „Párizsi asszonyunk”), valamint néhány határozottan politikamentes „szórakoztató regényt”, amelyeket a bécsi Zsolnay Verlagnál sikerült megjelentetnie. (Zsolnay volt a fő kiadója 1935 és 1940 között.)

### Svájci száműzetés
Nem világos, hogy von Urbanitzky mennyi ideig maradt Párizsban. Mire 1939-ben vagy 1940-ben kitört a háború, Grete von Urbanitzky és Mia Passini Svájcba költözött, ahol együtt telepedtek le Ticinóban. Svájc nagy számban fogadott be politikai és faji alapú menekülteket a náci Németországból: a fogadtatás minősége változó volt. A források mindazonáltal megjegyzik, hogy von Urbanitzky és Passini gyorsan és gond nélkül kaptak állandó tartózkodási engedélyt és munkavállalási engedélyt (bár egy sikeres regényíró számára, akinek fő célpiaca továbbra is Németország maradt – beleértve az 1938 előtt Ausztriát is –, nehéz elképzelni, hogy a svájci munkavállalási engedély iránti igény sürgető lett volna). Von Urbanitzky már kiadói szerződést tudott kötni a Morgarten Verlaggal, amely nem Morgartenben (Zug), hanem Zürichben székel. Továbbra is próbált kiadót találni Németországban, egy messze nagy könyvpiacon, ahol két évtized alatt nagy és nyilvánvalóan hűséges olvasótáborra tett szert. Tárgyalásokat kezdett a böhmisch-leipai „Kaiser Verlag”-gal, amely 1938 óta (az angol és francia kormányok kifejezett beleegyezésével) Németországon belül találta magát. A Kaisernek, úgy tűnt, nem okozott gondot, hogy Németország számára kiadói szerződést kössön, de a tárgyalások végül mégis kudarcba fulladtak.
A barátok Luganóban találtak otthonra. Más száműzött írókhoz képest von Urbanitzky bizonyos szempontból kiváltságos helyzetben volt. Zavartalanul írhatott, és regényeit Svájcban adhatta ki, ahol megfelelő jövedelemhez jutott belőlük. Másfelől viszont a Svájcban letelepedett száműzött írók közösségének tagjai kiközösítették. Az 1933-as dubrovniki PEN Internacionálén való közreműködésének emlékei élesen megmaradtak. Később a nők elhagyták Luganót, és a Maggiore-tó partján, a hegyeken át északnyugatra fekvő Asconába költöztek.
Írásos munkásságában a „Reichsschrifttumskammer”-ból való 1939-es kirúgására olyan, számára tudatosan politikamentesnek tűnő regényekkel reagált, mint az „Es begann im September” (1940) és a „Miliza” (1941), amelyeket Svájcban a Scherz Verlag adott ki. A regények olyan témákkal foglalkoztak, mint a frankofília és az európai internacionalizmus. Erős volt a háborúellenes vonulat. Ezzel végül egyértelműen elhatárolódott attól a populista-nacionalista állásponttól, amelyhez korábban tartozott, és kaméleonszerű hajlamot mutatott arra, hogy ideológiai meggyőződését a környezetéhez igazítsa. 1942 után, amikor világossá vált, hogy belátható időn belül szóba sem jöhet Németországba való visszatérése, von Urbanitzky a „Der große Traum” (1942, „A nagy álom”) és a „Der Mann Alexander” című műveiben elhatárolta magát a totalitárius uralom minden formájától. A háború vége után, amikor Mia Passini 1946-ban Londonba ment, hogy feleségül menjen Henry Crowe-hoz, Svájcban maradt, és csak most „fedezte fel” édesanyja genealógiájának valóban soknemzetiségű voltát.
Innentől kezdve teljesen figyelmen kívül hagyta saját korábbi nemzetiszocialista szerepvállalását, és a német kormány 1941-es, műveire vonatkozó általános tilalmát arra használta fel, hogy úgy állítsa be magát, mint aki a nácik üldözöttje és áldozata lett. Az, hogy 1936-ban a biztonsági szolgálatok fokozott figyelme miatt, a saját nem eléggé árja származásáról szóló pletykák nyomán rábeszélték, hogy elhagyja az országot, valóban egyenértékű lehetett volna a távozásra való kényszerítéssel, különösen a német kormány által 1941 után végrehajtott soá miatt. Svájcból újraindította irodalmi ügynökségét, amely látszólag szerény jövedelmet biztosított. Genfben az ENSZ ottani irodájának tudósítójaként is dolgozott. Úgy találta, hogy már nem volt népszerű, hogy tovább építsen korábbi regényírói sikerére. A „Der Mann Alexander” és az „Es begann im September” 1948-as és 1949-es új kiadásai csak korlátozott sikert arattak. Még ha von Urbanitzky 1933-ban félretette is a Hitler-kormány iránti lelkes támogatását, mások nem. 1948 folyamán ígéretes kiadói szerződést kötött a müncheni Desch Verlaggal, de az év októberében a kiadó az utolsó pillanatban visszalépett, mivel Elisabeth Castonier újságíró-író (és elkötelezett náciellenes) ellenvetéseire reagált az egyezséggel kapcsolatban.
1965-ben, kissé valószínűtlenül, von Urbanitzky kapott és elfogadott egy felkérést Bruno Kreiskytől - aki akkoriban osztrák külügyminiszter volt –, hogy írjon egy könyvet Ausztriáról egy osztrák emigráns szemszögéből. Egy cinikus kommentátor szerint von Urbanitzky saját, jól dokumentált viszonyulása a „hivatalos” Ausztriával szemben állította őt erre a nem szokványos megbízásra. Röviddel a megállapodás megkötése után Kreisky az 1966-os általános választások következtében elvesztette miniszteri pozícióját, és az új kormány nyilvánvalóan nem érezte magára nézve kötelezőnek, hogy folytassa az ügyet. A könyv mégis elkészült, és a kéziratot von Urbanitzky halála után megtalálták az iratai között.
Úgy tűnik, hogy élete utolsó szakaszában Grete von Urbanitzky Genfben élt. Amikor 1974. november 4-én ott halt meg, egyedül volt, alkoholizmusban szenvedett és szinte teljesen megvakult.

## Irodalmi öröksége
A Wienbibliothek im Rathaus (szó szerint: „Bécsi könyvtár a városházán”) tizenöt dobozban Grete von Urbanitzky kéziratait tartalmazza. (Van egy olyan is, amit a források „kottatöredékként” írnak le).

## Művei (válogatás)
- Hassgesang gegen Italien, Worte von G. v. Urbanitzky, A. R. Bleibtreu. Vertonung Artur Löwenstein, Krenn, Wien 1915.
- Das andere Blut, regény, R. Wunderlich, Leipzig 1920.
- Der verflogene Vogel, versek, Wiener Literarische Anstalt, Wien 1920.
- Die Auswanderer, regény, Wiener Literarische Anstalt, Wien 1921.
- Die goldene Peitsche, regény, Hermann Haessel(wd), Leipzig 1922. online
- Masken der Liebe, novellák, Haessel, Leipzig 1922.
- Maria Alborg, regény, Haessel, Leipzig 1923.
- Mirjams Sohn, regény, Engelhorn, Stuttgart 1926.
- Der wilde Garten, regény, Hesse und Becker, Leipzig 1927. online
- Eine Frau erlebt die Welt, regény, Zsolnay, Berlin-Wien-Leipzig 1934.
- Heimkehr zur Liebe, regény, Zsolnay, Berlin 1935.
- Nina, regény, Zsolnay, Berlin 1935.
- Karin und die Welt der Männer, regény, Zsolnay, Berlin 1937.
- Es begann im September ..., regény, Scherz Verlag, Bern 1940.
- Begegnung in Alassio, regény, Neues Österreich, Wien 1951.

Német nyelvű fordítási munkái angol, francia és olasz szerzőktől származtak. Claude Anet több művét is fordította.

### Magyarul megjelent
- A nagy álom (Der grosse Traum) – Keresztes, Budapest, 1943 · Fordította: Fodor József

## Fordítás
- Ez a szócikk részben vagy egészben  a   Grete von Urbanitzky című angol Wikipédia-szócikk fordításán alapul.  Az eredeti cikk szerkesztőit annak laptörténete sorolja fel. Ez a jelzés csupán a megfogalmazás eredetét és a szerzői jogokat jelzi, nem szolgál a cikkben szereplő információk forrásmegjelöléseként.